# ジェイコブセン・香月エポキシ化
ジェイコブセン・香月エポキシ化（英: Jacobsen-Katsuki epoxidation）は、マンガン(III)-サレン錯体（ジェイコブセン触媒）と酸化剤を用いて、様々なcis-置換アルケンを不斉エポキシ化する化学反応である。
一般的な反応スキームは以下のようになる。

ジェイコブセン触媒

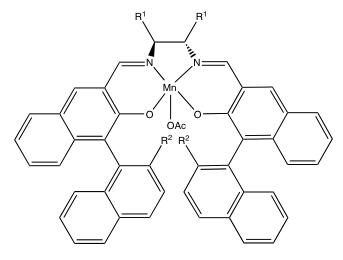
香月が報告したマンガン-サレン錯体R^{1} = アリール、置換アリール
R^{2} = アリール、アルキル

反応名は、エリック・ジェイコブセンと香月勗にちなんでいる。香月・シャープレス不斉エポキシ化と比較してより広い基質適用範囲を持つ。こうした反応は生物活性を持つ有用な化合物の立体を制御できることから、医薬品の不斉合成などに有用である。

## 歴史
1990年にジェイコブセンらが、1991年には香月らが、サレン配位子を持つマンガン錯体の触媒によるアルケンのエナンチオ選択的エポキシ化に関する知見をそれぞれ独立して発表した。また、香月らは2-フェニルナフチル基をもつサレン錯体を設計し、90% ee以上の高エナンチオ選択性を実現することを1994年に報告している。いくつかの改良された手順がこれまでに報告されている。

## メカニズム
ジェイコブセン・香月エポキシ化の反応メカニズムは完全には解明されていないが、マンガン(V)種が、マンガン(III)-サレン錯体の酸化によって生成し、中間体として働いていると推測されている。